# Mira Menac-Mihalić
Mira Menac-Mihalić (Zagreb, 1954.), hrvatska akademkinja, jezikoslovka, kroatistica i dijalektologinja.

## Životopis
Rođena u Zagrebu. Doktorirala 1986. temom 'Čakavska morfologija i morfološka akcenatska tipologija'. Za članicu suradnicu Hrvatske akademije znanosti i umjetnosti izabrana je 29. svibnja 2008. godine. Članica je Odbora za dijalektologiju i Odbora za leksikografiju Razreda za filologiju Hrvatske akademije znanosti i umjetnosti. Na Filozofskom fakultetu u Zagrebu na Katedri za dijalektologiju i povijest hrvatskoga jezika radi od 1980. kao asistentica, od 1990. kao docentica, od 2006. kao izvanredna, od 2010. godine kao redovita profesorica. Glavna je urednica Hrvatskoga dijalektološkog zbornika.

## Glavna djela
- "Frazeologija novoštokavskih ikavskih govora u Hrvatskoj (S Rječnikom frazema i Značenjskim kazalom s popisom sinonimnih frazema)", 2005., Zagreb: Institut za hrvatski jezik i jezikoslovlje i Školska knjiga, ISBN 953-6637-27-8
- "Frazeologija križevačko-podravskih kajkavskih govora s rječnicima", 2008., Zagreb: Institut za hrvatski jezik i jezikoslovlje, (u suautorstvu s J. Maresić), ISBN 978-953-6637-42-3
- "Frazeologija splitskoga govora s rječnicima", 2011., Zagreb: Institut za hrvatski jezik i jezikoslovlje, (u suautorstvu s A. Menac), ISBN 978-953-6637-41-6
- "Ozvučena čitanka iz hrvatske dijalektologije", 2012., Zagreb: Knjigra, (u suautorstvu s A. Celinić), ISBN 978-953-7421-11-3
- "Frazemi i poslovice u dalmatinsko-venecijanskom govoru Splita u 20. stoljeću", 2014., Zagreb: Knjigra, (u suautorstvu s A. Menac), ISBN 978-953-7421-12-0

## Vanjske poveznice
- Tko je tko u hrvatskoj znanosti
- Google znalac
- Worldcat